# Танюша, Тявка, Топ и Нюша
Танюша, Тявка, Топ и Нюша — советский мультипликационный фильм 1954 года для малышей, снятый с использованием театральных и мультипликационных кукол, рисованной мультипликации и игровых постановочных фрагментов. Последняя режиссёрская работа Виктора Громова, одного из зачинателей возрождения советского кукольного кино, в мультипликации.
Также это один из первых объёмных мультфильмов, созданных в СССР («Творческое объединение кукольной мультипликации» киностудии «Союзмультфильм» было создано в 1953 году).

## Сюжет
Шаловливой девочке Танюше приснилось, что её игрушки — медвежонок Топ, собачка Тявка и кукла Нюша — вдруг ожили и начали проказничать, скакать и кувыркаться. Все старания девочки успокоить игрушки оказались тщетными.
Продолжая своё баловство, игрушки сказали, что пример дурного поведения они взяли с Тани. Проснувшись, девочка попросила маму заменить игрушки новыми, но, выслушав возражение матери, дала обещание никогда не шалить и во всём быть всегда послушной.

## Создатели
| авторы сценария                       | Виктор Громов, Борис Мескатинов |
| режиссёр                              | Виктор Громов |
| оператор                              | Николай Ренков |
| художники-постановщики                | Владимир Дегтярёв, Михаил Артемьев |
| композитор                            | Моисей Вайнберг |
| звукооператор                         | Борис Фильчиков |
| ассистенты режиссёра                  | А. Васильева, В. Шевелева |
| ассистент оператора                   | Борис Котов |
| ассистент по монтажу                  | В. Егорова |
| художники кукол и декораций           | Николай Солнцев, Андрей Барт, Олег Масаинов, Евгений Жуков, В. Куранов, А. Жукова, Геннадий Лютинский, Елена Колчева, Элеонора Калязина, Зоя Закс, Екатерина Пастушкова, Леонид Унштель, Семён Этлис, Ольга Плюцинская, Клара Русанова, Лидия Коновалова, Татьяна Щурова, Алексей Филасов |
| главный художник                      | Роман Гуров |
| реквизиторы                           | С. Босинзон, А. Шишкина |
| роли исполняют                        | Надя Сироткина — Танюша Валентина Ермилова — Мама |
| кукол ведут мультипликаторы           | Вадим Долгих, Игорь Подгорский, Елизавета Комова |
| актёры-кукловоды                      | С. Кудрин, Ольга Плюцинская, Андрей Барт |
| директор картины                      | Борис Бурлаков |
| роли озвучивали (в титрах не указаны) | Георгий Вицин — Тявка Ирина Потоцкая — Топ Маргарита Куприянова — Кошечка |

## Отзывы
В своих воспоминаниях художник-мультипликатор Евгений Мигунов отмечал, что фильм Громова был сделан «на скорую» — то есть без применения покадровой съёмки или при небольших её вкраплениях — и назвал его помесью из тростевых и петрушечных кукол.

## Домашнее видео
В 1990-е годы мультфильм выпускался на видеокассетах в сборниках мультфильмов Studio PRO Video и «Союз Видео».